# Rhyparus blantoni
Rhyparus blantoni  (лат.) — вид жуков из подсемейства афодиин внутри семейства пластинчатоусых. Распространён в Панаме. Длина тела имаго 4,5 мм. Тело удлинённое, параллельностороннее, слабо блестящее, чёрное. Третья пара килей в базальной трети переднеспинки полностью исчезает.